# Tekutost
Tekutost je schopnost látky téci, neboli částice tekutých látek se mohou vůči sobě relativně snadno pohybovat (částice nejsou vázány v pevných polohách).
Mezi tekuté látky (tekutiny) patří kapaliny, plyny, plazma a kvark gluonové plazma.
Míru tekutosti vyjadřuje veličina viskozita.

## Tekutost jako fyzikální veličina
Tekutost je také samostatná fyzikální veličina, obvykle značená φ.
Je definována jako převrácená hodnota dynamické viskozity:
{\displaystyle \varphi ={\frac {1}{\eta }}}
Odtud vyplývá i její hlavní jednotka v SI: 1 sekunda na metr čtvereční (1 s m−2).